# Józei
Józei (869–949) byl v pořadí 57. japonským císařem. Jeho vlastní jméno bylo Sadákira. Na trůn usedl v roce 876 po abdikaci svého otce, císaře Seiwy, jeho vláda skončila v roce 884, kdy byl sesazen a jeho místo zaujal strýc jeho otce, císař Kókó.
Podle několika málo informací z císařského archivu včetně takových, jako jsou historické texty Rikkokuši a Nihon Sandai Džicuroku, spáchal Józei vraždu jednoho ze svých vazalů. To vyvolalo obrovský skandál v celém císařském dvoře. Spousta příslušníků dvoru chápala císařovu akci jako takovou, která přesahuje meze pochopitelného chování. Kvůli tomu byl nakonec sesazen a vládu převzal císař Kókó.
| Japonští císaři   | Japonští císaři | Japonští císaři |
| ----------------- | --------------- | --------------- |
| Předchůdce: Seiwa | 876–884 Józei   | Nástupce: Kókó  |